# Polnischer Fußballpokal 1995/96

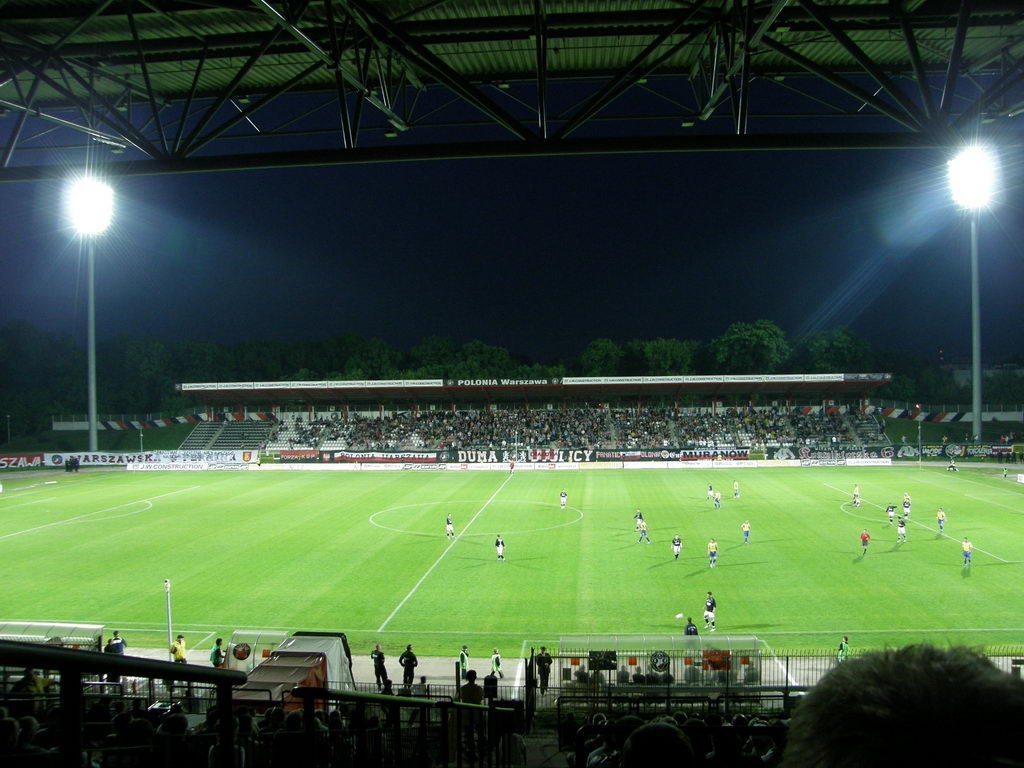
Polonia-Stadion in Warschau, Austragungsort des polnischen Pokalfinales 1996

Der Puchar Polski 1995/96 war die 42. Ausspielung des polnischen Pokalwettbewerbs. Er begann am 1. Juli 1995 und endete mit dem Finale am 16. Juni 1996.
Ruch Chorzów gewann den nationalen Pokal zum dritten Mal bei seiner sechsten Finalteilnahme. Endspielgegner GKS Bełchatów stand zum ersten Mal im Finale. Durch den Pokalsieg qualifizierte sich Ruch Chorzów für die Teilnahme am Europapokal der Pokalsieger. Titelverteidiger Legia Warschau schied in der vierten Runde aus.

## Teilnehmende Mannschaften
An der Hauptrunde nahmen 103 Mannschaften teil.
| 1. Liga 18 Vereine der Saison 1994/95 | 2. Liga 36 Vereine der Saison 1994/95 | 49 regionale Teilnehmer aus den Woiwodschaften | 49 regionale Teilnehmer aus den Woiwodschaften | 49 regionale Teilnehmer aus den Woiwodschaften |
| Legia Warschau (TV) Widzew Łódź GKS Katowice Zagłębie Lubin Górnik Zabrze Lech Posen ŁKS Łódź Pogoń Szczecin Hutnik Krakau Sokół Pniewy Stal Mielec Olimpia Posen Raków Częstochowa OKS Stomil Olsztyn Petrochemia Płock Ruch Chorzów Stal Stalowa Wola Warta Posen | Gruppe I Śląsk Wrocław Amica Wronki Wisła Krakau Zawisza Bydgoszcz Naprzód Rydułtowy Polonia Bytom Papiernik Myszków Miedź Legnica Ślęza Wrocław Górnik Konin Odra Wodzisław Chrobry Głogów Stilon Gorzów Wielkopolski Bałtyk Gdynia Lechia Gdańsk Lechia Dzierżoniów Arka Gdynia Pogoń Oleśnica Gruppe II GKS Bełchatów Siarka Tarnobrzeg KS Piaseczno Okocimski KS Brzesko Motor Lublin Unia Tarnów Polonia Warschau Hetman Zamość Pomezania Malbork KS Lublinianka Hutnik Warschau Jagiellonia Białystok Avia Świdnik Szombierki Bytom Radomiak Radom Wisłoka Dębica Błękitni Kielce Karpaty Krosno | - W. Biała Podlaska Podlasie Biała Podlaska - W. Białystok KP Wasilków - W. Bielsko-Biała Kuchnie Izdebnik - W. Bydgoszcz Brda Bydgoszcz - W. Chełm Granica Chełm - W. Ciechanów Mławianka Mława - W. Częstochowa Victoria Częstochowa - W. Elbląg Rodło Kwidzyn - W. Gdańsk Polonia Gdańsk - W. Gorzów Polonia Słubice - W. Jelenia Góra Olimpia Kamienna Góra - W. Kalisz Ostrovia Ostrów Wielkopolski - W. Katowice Górnik II Zabrze - W. Kielce Nida Pińczów - W. Konin Górnik II Konin - W. Koszalin Gwardia Koszalin - W. Kraków Wawel Krakau - W. Krosno Nafta Jedlicze - W. Legnica Kuznia Jawor - W. Leszno Rawia Rawicz - W. Lublin Stal Kraśnik - W. Łomża Olimpia Zambrów - W. Łódź Start Łódź - W. Nowy Sącz Glinik Gorlice - W. Olsztyn Orlęta Reszel | - W. Opole Unia Krapkowice - W. Ostrołęka Bug Wyszków - W. Piła Amica II Wronki - W. Piotrków RKS Radomsko - W. Płock Unia Brzozów - W. Poznań Groclin Grodzisk Wielkopolski - W. Przemyśl Polonia Przemyśl - W. Radom MZKS Kozienice - W. Rzeszów Kolbuszowianka Kolbuszowa - W. Siedlce KS Sokołów Podlaski - W. Sieradz Warta Sieradz - W. Skierniewice Pelikan Łowicz - W. Słupsk Pogoń Lębork - W. Suwałki Wigry Suwałki - W. Szczecin Pogoń II Szczecin - W. Tarnobrzeg Wisan Skopanie - W. Tarnów Chemal Brzeźnica - W. Toruń Elana Toruń - W. Wałbrzych Kryształ Stronie Śląskie - W. Warszawa Dolcan Ząbki - W. Włocławek Jagiellonka Nieszawa - W. Wrocław Rokita Brzeg Dolny - W. Zamość Lada Bilgóraj - W. Zielona Góra Lechia Zielona Góra |                                                |

## Vorrunde
Die Vorrunde fand am 1. und 2. Juli 1995 mit 18 von 49 Teilnehmern aus den Woiwodschaften statt. Die übrigen Vertreter der Woiwodschaften hatten ein Freilos.
| Datum      |                           | Ergebnis |                      |
| ---------- | ------------------------- | -------- | -------------------- |
| 0X.07.1995 | RKS Radomsko              | 5:1      | Victoria Częstochowa |
| 0X.07.1995 | Unia Brzozów              | 0:2      | Jagiellonka Nieszawa |
| 0X.07.1995 | Kolbuszowianka Kolbuszowa | 0:1      | Polonia Przemyśl     |
| 0X.07.1995 | Rodło Kwidzyn             | 2:1      | Polonia Gdańsk       |
| 0X.07.1995 | Brda Bydgoszcz            | 1:0      | Elana Toruń          |
| 0X.07.1995 | Polonia Słubice           | 13:0 1   | Lechia Zielona Góra  |
| 0X.07.1995 | Kryształ Stronie Śląskie  | 3:1      | Rokita Brzeg Dolny   |
| 0X.07.1995 | MZKS Kozienice            | 4:0      | Stal Kraśnik         |
| 0X.07.1995 | Gwardia Koszalin          | 2:1      | Pogoń II Szczecin    |

## 1. Runde
Die 1. Runde fand am 2. und 6. August 1995 statt.
| Datum      |                          | Ergebnis              |                               |
| ---------- | ------------------------ | --------------------- | ----------------------------- |
| 02.08.1995 | Kuchnie Izdebnik         | 1:5                   | Wawel Krakau                  |
| 02.08.1995 | Górnik II Konin          | 0:1                   | Jagiellonka Nieszawa          |
| 02.08.1995 | Dolcan Ząbki             | 1:0                   | Mławianka Mława               |
| 02.08.1995 | Olimpia Zambrów          | 1:2                   | Bug Wyszków                   |
| 02.08.1995 | Nida Pińczów             | 1:4                   | RKS Radomsko                  |
| 02.08.1995 | Olimpia Kamienna Góra    | 4:4 n. V. (5:6 i. E.) | Kuznia Jawor                  |
| 02.08.1995 | Amica II Wronki          | 1:4                   | Gwardia Koszalin              |
| 02.08.1995 | Polonia Słubice          | 0:0 n. V. (5:4 i. E.) | Groclin Grodzisk Wielkopolski |
| 02.08.1995 | Ravia Rawicz             | 2:0                   | Ostrovia Ostrów Wielkopolski  |
| 02.08.1995 | Brda Bydgoszcz           | 2:0                   | Pogoń Lębork                  |
| 02.08.1995 | Rodło Kwidzyn            | 2:1                   | Orlęta Reszel                 |
| 02.08.1995 | Kryształ Stronie Śląskie | 3:0                   | Unia Krapkowice               |
| 02.08.1995 | Górnik II Zabrze         | 14:00                 | Warta Sieradz                 |
| 02.08.1995 | Nafta Jedlicze           | 3:1 n. V.             | Polonia Przemyśl              |
| 02.08.1995 | KP Wasilków              | 5:2                   | Wigry Suwałki                 |
| 02.08.1995 | Wisan Skopanie           | 3:0                   | Lada Bilgóraj                 |
| 02.08.1995 | Chemal Brzeźnica         | 2:1                   | Glinik Gorlice                |
| 02.08.1995 | MZKS Kozienice           | 6:0                   | KS Sokołów Podlaski           |
| 02.08.2005 | Podlasie Biała Podlaska  | 3:0                   | Granica Chełm                 |
| 06.08.1995 | Start Łódź               | 2:3                   | Pelikan Łowicz                |

## 2. Runde
Die Spiele der 2. Runde wurden am 23. August 1995 ausgetragen. Es nahmen die Gewinner der 1. Runde sowie die Mannschaften der 2. Liga der Saison 1994/95 teil.
| Datum      |                          | Ergebnis  |                            |
| ---------- | ------------------------ | --------- | -------------------------- |
| 23.08.1995 | RKS Radomsko             | 0:2       | Szombierki Bytom           |
| 23.08.1995 | Kuznia Jawor             | 0:3       | Miedź Legnica              |
| 23.08.1995 | Wawel Krakau             | 1:6       | Polonia Bytom              |
| 23.08.1995 | Jagiellonka Nieszawa     | 1:5       | Polonia Warschau           |
| 23.08.1995 | Dolcan Ząbki             | 0:2       | GKS Bełchatów              |
| 23.08.1995 | Bug Wyszków              | 2:1       | Hutnik Warschau            |
| 23.08.1995 | Gwardia Koszalin         | 0:5       | Amica Wronki               |
| 23.08.1995 | Polonia Słubice          | 0:2       | Stilon Gorzów Wielkopolski |
| 23.08.1995 | Ravia Rawicz             | 1:5       | Górnik Konin               |
| 23.08.1995 | Brda Bydgoszcz           | 1:3       | Bałtyk Gdynia              |
| 23.08.1995 | Rodło Kwidzyn            | 2:3       | Zawisza Bydgoszcz          |
| 23.08.1995 | Kryształ Stronie Śląskie | 6:1       | Chrobry Głogów             |
| 23.08.1995 | Górnik II Zabrze         | 1:3       | Wisła Krakau               |
| 23.08.1995 | Nafta Jedlicze           | 2:0       | Hetman Zamość              |
| 23.08.1995 | KP Wasilków              | 0:3       | Jagiellonia Białystok      |
| 23.08.1995 | Pelikan Łowicz           | 2:4 n. V. | Naprzód Rydułtowy          |
| 23.08.1995 | Wisan Skopanie           | 0:3       | Motor Lublin               |
| 23.08.1995 | Chemal Brzeźnica         | 1:4       | Siarka Tarnobrzeg          |
| 23.08.1995 | MZKS Kozienice           | 2:1       | Odra Wodzisław             |
| 23.08.1995 | Podlasie Biała Podlaska  | 1:2 n. V. | KS Lublinianka             |
| 23.08.1995 | Pogoń Oleśnica           | 1:0 n. V. | Śląsk Wrocław              |
| 23.08.1995 | Lechia Dzierżoniów       | 1:2       | Ślęza Wrocław              |
| 23.08.1995 | Lechia Gdańsk            | 2:1       | Pomezania Malbork          |
| 23.08.1995 | Karpaty Krosno           | 0:2       | Okocimski KS Brzesko       |
| 23.08.1995 | Wisłoka Dębica           | 4:3 n. V. | Unia Tarnów                |
| 23.08.1995 | Błękitni Kielce          | 1:0       | Krisbut Myszków            |
| 23.08.1995 | Radomiak Radom           | 1:3       | Avia Świdnik               |
| 23.08.1995 | Arka Gdynia              | 13:0 1    | FC Piaseczno               |

## 3. Runde
Die Spiele der 3. Runde fanden am 12. und 13. September 1995 mit den Gewinnern der 2. Runde statt.
| Datum      |                            | Ergebnis  |                       |
| ---------- | -------------------------- | --------- | --------------------- |
| 12.09.1995 | Wisła Krakau               | 3:0       | Polonia Bytom         |
| 12.09.1995 | KS Lublinianka             | 0:3       | Siarka Tarnobrzeg     |
| 12.09.1995 | Szombierki Bytom           | 2:1       | Naprzód Rydułtowy     |
| 13.09.1995 | Bug Wyszków                | 4:1       | Jagiellonia Białystok |
| 13.09.1995 | Wisłoka Dębica             | 1:2       | Avia Świdnik          |
| 13.09.1995 | Błękitni Kielce            | 0:3       | Motor Lublin          |
| 13.09.1995 | Pogoń Oleśnica             | 1:0       | Ślęza Wrocław         |
| 13.09.1995 | Stilon Gorzów Wielkopolski | 0:2       | Amica Wronki          |
| 13.09.1995 | Kryształ Stronie Śląskie   | 2:4       | Miedź Legnica         |
| 13.09.1995 | Nafta Jedlicze             | 1:2       | Okocimski KS Brzesko  |
| 13.09.1995 | Lechia Gdańsk              | 1:5       | Zawisza Bydgoszcz     |
| 13.09.1995 | Arka Gdynia                | 3:0       | Bałtyk Gdynia         |
| 13.09.1995 | Górnik Konin               | 0:1 n. V. | GKS Bełchatów         |
| 13.09.1995 | MZKS Kozienice             | 0:1 n. V. | Polonia Warschau      |

## 4. Runde
Die 4. Runde fand am 24. und 25. Oktober 1995 mit den Gewinnern der 3. Runde statt. Hinzu kamen die 18 Mannschaften der 1. Liga.
| Datum      |                      | Ergebnis  |                    |
| ---------- | -------------------- | --------- | ------------------ |
| 24.10.1995 | Wisła Krakau         | 1:3       | Widzew Łódź        |
| 24.10.1995 | Petrochemia Płock    | 0:2       | GKS Bełchatów      |
| 24.10.1995 | Miedź Legnica        | 2:3       | Sokół Pniewy       |
| 24.10.1995 | Szombierki Bytom     | 1:0       | Pogoń Szczecin     |
| 24.10.1995 | Bug Wyszków          | 0:7       | Raków Częstochowa  |
| 25.10.1995 | Ruch Chorzów         | 2:1       | Legia Warschau     |
| 25.10.1995 | Zawisza Bydgoszcz    | 0:1       | Stal Stalowa Wola  |
| 25.10.1995 | Siarka Tarnobrzeg    | 3:2 n. V. | Hutnik Krakau      |
| 25.10.1995 | Avia Świdnik         | 1:4       | Stal Mielec        |
| 25.10.1995 | Polonia Warschau     | 2:6       | Lech Posen         |
| 25.10.1995 | Amica Wronki         | 4:0       | OKS Stomil Olsztyn |
| 25.10.1995 | Arka Gdynia          | 3:1       | GKS Katowice       |
| 25.10.1995 | Okocimski KS Brzesko | 2:1       | ŁKS Łódź           |
| 25.10.1995 | Pogoń Oleśnica       | 2:1       | Olimpia Posen      |
| 25.10.1995 | Warta Posen          | 2:1       | Zagłębie Lubin     |
| 25.10.1995 | Motor Lublin         | 1:3       | Górnik Zabrze      |

## 5. Runde
Die 5. Runde fand am 18., 19. und 22. November 1995 mit den Gewinnern der 4. Runde statt.
| Datum      |                      | Ergebnis              |                  |
| ---------- | -------------------- | --------------------- | ---------------- |
| 18.11.1995 | Ruch Chorzów         | 5:2                   | Warta Posen      |
| 19.11.1995 | Okocimski KS Brzesko | 0:2                   | Szombierki Bytom |
| 22.11.1995 | Stal Stalowa Wola    | 0:1                   | Widzew Łódź      |
| 22.11.1995 | Pogoń Oleśnica       | 1:0                   | Lech Posen       |
| 22.11.1995 | Raków Częstochowa    | 1:0                   | Amica Wronki     |
| 22.11.1995 | Arka Gdynia          | 2:4 n. V.             | Górnik Zabrze    |
| 22.11.1995 | Stal Mielec          | 1:1 n. V. (3:4 i. E.) | Sokół Pniewy     |
| 22.11.1995 | Siarka Tarnobrzeg    | 2:5                   | GKS Bełchatów    |

## Viertelfinale
Die Viertelfinalspiele fanden am 10. April 1996 statt.
| Datum      |                | Ergebnis     |                   |
| ---------- | -------------- | ------------ | ----------------- |
| 10.04.1996 | Pogoń Oleśnica | 1:0 n. V.    | Górnik Zabrze     |
| 10.04.1996 | Ruch Chorzów   | 2:1          | Raków Częstochowa |
| 10.04.1996 | GKS Bełchatów  | 3:1          | Szombierki Bytom  |
| 10.04.1996 | Sokół Tychy    | 11:2 n. V. 1 | Widzew Łódź       |

## Halbfinale
Die Halbfinalspiele fanden am 29. Mai 1996 statt.
| Datum      |               | Ergebnis |                |
| ---------- | ------------- | -------- | -------------- |
| 29.05.1996 | GKS Bełchatów | 2:1      | Widzew Łódź    |
| 29.05.1996 | Ruch Chorzów  | 3:0      | Pogoń Oleśnica |

## Finale
| Ruch Chorzów                                  | Ruch Chorzów | GKS Bełchatów | GKS Bełchatów |
| --------------------------------------------- | --- | --- | ------------- |
| Ruch Chorzów                                  | \| 16. Juni 1996 in Warschau (Polonia-Stadion) \| \| Ergebnis: 1:0 (0:0) \| \| Zuschauer: 7.000 \| \| Schiedsrichter: Michał Listkiewicz (Warschau) \| | \| 16. Juni 1996 in Warschau (Polonia-Stadion) \| \| Ergebnis: 1:0 (0:0) \| \| Zuschauer: 7.000 \| \| Schiedsrichter: Michał Listkiewicz (Warschau) \| | GKS Bełchatów |
| Ruch Chorzów                                  | Piotr Lech – Dariusz Fornalak, Dariusz Grzesik (86. Bogdan Pieniążek), Marcin Baszczyński, Mirosław Jaworski – Piotr Rowicki, Dariusz Gęsior, Witold Wawrzyczek (72. Adam Katolik), Mirosław Mosór – Mariusz Śrutwa, Mirosław Bąk Cheftrainer: Jerzy Wyrobek | Zbigniew Miller – Artur Lamch, Wadim Rogowskoj, Sylwester Szkudlarek, Janusz Prucheński – Robert Rogan, Grzegorz Cheda (88. Marek Nowicki), Jacek Berensztajn, Dariusz Rzeźniczek, Krzysztof Kukulski – Robert Górski (65. Marek Trzebny) Cheftrainer: Krzysztof Pawlak | GKS Bełchatów |
| Ruch Chorzów                                  | 1:0 Dariusz Gęsior (87.) | | GKS Bełchatów |
| Ruch Chorzów                                  | Piotr Rowicki | Marek Trzebny | GKS Bełchatów |
| 16. Juni 1996 in Warschau (Polonia-Stadion)   | | |               |
| Ergebnis: 1:0 (0:0)                           | | |               |
| Zuschauer: 7.000                              | | |               |
| Schiedsrichter: Michał Listkiewicz (Warschau) | | |               |